# Karl Aßmann
Karl Aßmann (13. května 1821 Rochlice – 2. února 1911 Linec) byl rakouský úředník a politik německé národnosti z Čech, poslanec Českého zemského sněmu.

## Biografie
Od roku 1859 působil ve státní službě. Od roku 1870 byl finančním komisařem, od roku 1872 berním referentem a od roku 1873 berním inspektorem. Roku 1874 byl povýšen na vrchního berního inspektora v České Lípě. Byl členem zemské zemědělské rady a spolku Verein für Geschichte der Deutschen in Böhmen.
V 70. letech se zapojil i do vysoké politiky. Ve zemských volbách v roce 1870 byl zvolen na Český zemský sněm, kde zastupoval kurii venkovských obcí, obvod Česká Lípa, Mimoň, Hajda, Cvikov. Mandát zde obhájil v zemských volbách v roce 1872 a zemských volbách v roce 1878.
Zemřel v únoru 1911 ve věku 90 let. Byl finančním radou na penzi.